# Бурковська Олена Іванівна
Оле́на Іва́нівна Бурко́вська (нар. 9 серпня 1981) — українська спортсменка-легкоатлетка.

## З життєпису
На Всеукраїнських літніх спортивних іграх-2007 здобула срібло — крос 4 кілометри.
2009 року виграла 86-й Кошицький марафон миру у своєму дебюті на дистанції та побила рекорд траси, встановивши час 2:30:50.
Фінішувала дев'ятою на Токійському марафоні-2009
2010-го на Наганському марафоні вона закінчила другою з часом 2:31:53. Посіла п'яте місце на Берлінському марафоні -2010.
Фінішувала 21-ю на Чемпіонаті світу з легкої атлетики-2011.
Брала участь в Літніх Олімпійських іграх-2012.
Побила рекорд траси на Ганноверському марафоні у 2013 році, подолавши дистанцію за 2:27:07 години.
16 листопада 2014 року стала третьою на Стамбульському марафоні — час 2:31:32 години.
Представляє Рівненську область.